# American Werewolf
American Werewolf (Originaltitel: An American Werewolf in London) ist eine britisch-US-amerikanische Horrorkomödie aus dem Jahr 1981. Der Regisseur und Drehbuchautor ist John Landis, die Hauptrollen spielen David Naughton, Griffin Dunne und Jenny Agutter.

## Handlung
Die beiden amerikanischen Studenten David und Jack befinden sich auf einer Reise durch Europa. Im nordenglischen Hochmoor geraten sie in das einsam gelegene Dorf East Proctor, dessen Einwohner offenbar ein Geheimnis hüten. Mit Einbruch der Nacht kehren sie in die Dorfkneipe „Zum geschlachteten Lamm“ ein. Dort entdecken sie ein Pentagramm an der Wand und werden auf ihre Nachfrage nach dessen Sinn von den Einheimischen in die Nacht hinausgejagt, nicht ohne den Hinweis, auf der Straße zu bleiben und sich vor dem Mond zu hüten.
Trotz der Warnung kommen sie vom Weg ab und verirren sich bei Vollmond im Moor. Dort werden sie von einem Werwolf angefallen. Jack stirbt, David überlebt leichtverletzt den Angriff, da die Dorfbewohner mittlerweile einsichtig geworden und den beiden mit Schusswaffen gefolgt sind. David verliert das Bewusstsein und wird in ein Krankenhaus in London eingeliefert. Er wird von grauenhaften Albträumen geplagt, in denen Monster, die wie SS-Männer aussehen, seine Familie ermorden und sein untoter Freund Jack ihn warnt, er sei nun ein Werwolf und müsse sich selbst töten, bevor er Schaden anrichte.
David wird von Inspector Villiers befragt, der dessen Version des Wolfsangriffs jedoch nicht glauben kann. 
David freundet sich mit der Krankenschwester Alex an, sie verlieben sich und er zieht nach seiner Entlassung aus dem Krankenhaus zu ihr, wo er sich von den körperlichen und psychischen Strapazen erholt. Merkwürdig erscheint ihm allerdings, dass Tiere in seiner Gegenwart panisch reagieren. Beim nächsten Vollmond verwandelt er sich in einen Werwolf und tötet sechs Menschen in der Londoner Innenstadt. Ohne Erinnerung an die vergangene Nacht erwacht er nackt in einem Wolfsgehege im Londoner Zoo. Durch Davids Aussagen misstrauisch geworden, stellt der behandelnde Arzt Dr. Hirsch inzwischen auf eigene Faust Nachforschungen im Dorf East Procter an und kann einem Einheimischen entlocken, dass David in Gefahr ist. Auch David selbst erkennt, dass er die Menschen getötet hat, von denen mittlerweile die Zeitungen berichten, und flieht kopflos in die Londoner Innenstadt. Seine Freundin Alex versucht zusammen mit Dr. Hirsch, ihn ausfindig zu machen.
Der untote Jack taucht wieder auf und führt David in ein Pornokino am Piccadilly Circus. Dort präsentiert er ihm seine Opfer der vergangenen Nacht, die ebenfalls untot sind und ihn wiederum auffordern, sich umzubringen. Solange David am Leben sei, müssten alle seine Opfer als Untote weiter auf der Erde wandeln. Da es zwischenzeitlich Nacht wird und Vollmond ist, verwandelt sich David erneut in einen Werwolf, tötet noch im Kino mehrere Menschen und zieht dann durch die Menschenmassen auf dem Piccadilly Circus. Von der herbeieilenden Polizei wird er schließlich in einer Sackgasse gestellt. Obwohl die mittlerweile ebenfalls anwesende Alex glaubt, ihn mit ihrer Liebe retten zu können, greift David sie an und wird dabei von Scharfschützen der Polizei erschossen. Im Tod verwandelt er sich wieder in einen Menschen.

## Trivia
John Landis, selbst ehemaliger Stuntman, hat einen unkreditierten Cameo-Auftritt als „Mann, der ins Fenster geworfen wird“ („Man Being Smashed into Window“). Die IMDb verzeichnet „Blue Moon“ interpretiert von sowohl Bobby Vinton als auch Sam Cooke und The Marcels, „Moondance“ von Van Morrison und „Bad Moon Rising“ von Creedence Clearwater Revival.
Der aufwendige Showdown am Piccadilly Circus wurde am Originalschauplatz gedreht. Zunächst verweigerten die Behörden eine Drehgenehmigung; erst als die Szene generalstabsmäßig vorbereitet und größtmögliche Sicherheitsvorkehrungen getroffen waren, gab es grünes Licht. Da für den Dreh nur eine einzige Nacht zur Verfügung stand und somit keine Wiederholungen möglich waren, wurde das Spektakel von mehreren Kameras gleichzeitig aufgenommen.
John Landis beschrieb sein Werk folgendermaßen: 

„Es ist ein totaler Monsterfilm … unglaublich brutal und sehr traurig … sehr lustig, aber noch lange keine Komödie.“

## Rezeption
„Die geschickte Mischung aus schwarzem Humor und Horroreffekten, die beständig die Grenzen zwischen Traum und Wirklichkeit verwischt, versteht es, das klassische Werwolf-Motiv in die Gegenwart zu übertragen. Vergnügliche Anspielungen auf versteckte Gewalttätigkeiten im modernen Alltag, die englische Lebensweise und die Medien werden im zweiten Teil von der zunehmend lautstarken Inszenierung überdeckt.“

„1981 drehte Komödienspezialist John Landis diese spannende Mischung aus krassen Horror-Effekten und viel schwarzem Humor. Make-up-Spezialist Rick Baker („Ed Wood“, „Men in Black“) erhielt für seine Aufsehen erregenden Masken einen Oscar.“

„Getragen von brillantem Make-Up, das sich aber stets in den Dienst einer originellen, spannenden Geschichte stellt, gelingt ‚An American Werewolf in London‘ der schwierige Spagat zwischen Horror und Komik. 30 Jahre nach Entstehung hat John Landis Film längst den Status eines modernen Klassikers errungen, der auch heute noch begeistert.“

Der Maskenbildner Rick Baker erhielt im Jahr 1982 für seine Werwolfmasken den Oscar und den Saturn Award 1981. Der Film gewann außerdem den Saturn Award als Bester Horrorfilm 1981; Jenny Agutter (Beste Hauptdarstellerin) und John Landis (Bestes Drehbuch) wurden für den Saturn Award nominiert.

## Veröffentlichung & Nachwirkung
Die Produktionskosten von American Werewolf betrugen Schätzungen zufolge 10 Millionen US-Dollar. Der Film spielte in den Kinos der USA ca. 30,5 Millionen und weltweit rund 60,5 Millionen US-Dollar ein.
Bei Universal Pictures Germany erschien mit Verkaufsstart am 1. Februar 2007 eine „American Werewolf – Oscar® Edition“, die bei einer Spielzeit von 93 Minuten Mono-Ton, deutsche und englische Untertitel, einen Audiokommentar von David Naughton und Griffin Dunne, unvertonte Outtakes, Interviews mit John Landis und Rick Baker, „Hinter den Kulissen: Das Casting der Hand“, „Vom Storyboard zur filmischen Umsetzung“ und eine Fotogalerie enthält. Am 5. November 2009 erschien der Film erstmals ungeschnitten auf BluRay und DVD mit einer Spielzeit von ca. 97 min. Unter anderem wird hier gezeigt, wie David mit seiner Schwester telefoniert. Diese Szene wurde mit einer völlig anderen Stimme synchronisiert.
Dieser Film lieferte die Inspiration für das 13-minütige Musikvideo zu Thriller von Michael Jackson, bei der Landis ebenfalls Regie führte. 1997 folgte An American Werewolf in Paris, allerdings nicht unter der Regie von John Landis.